# Джон Кейдж
Джон Кейдж (на английски: John Cage) е американски композитор, музикален теоретик, философ, писател и художник. Пионер на недетерминираността в музиката, електроакустичната музика и нестандартната употреба на музикални елементи, Кейдж е една от водещите фигури на следвоенния авангард в Съединените щати. Критиците го определят като един от най-влиятелните американски композитори на 20 век.

## Биография
Джон Кейдж е роден на 5 септември 1912 година в Лос Анджелис в семейството на изобретател и журналистка. Учи за кратко богословие в Колежа „Помона“, но не се дипломира, пътува до Европа, след което се занимава с композиране. Негови учители са Хенри Кауъл и Арнолд Шьонберг, и двамата известни със своите радикални иновации в музиката, но най-голямо влияние върху Джон Кейдж имат източно и южноазиатските култури. Кейдж изучава индийска философия и зен будизма през 40-те години.
Джон Кейдж умира от инсулт на 12 август 1992 година в Ню Йорк.

## Кариера
Макар Кейдж да започва да рисува още докато е млад, той се отказва от това с цел да се концентрира върху музиката. Неговият първи зрял проект е Не искайки да кажа нищо за Марсел от 1969 г.(Not Wanting to Say Anything About Marcel)  Работата му обхваща две литографии и група от това, което Кейдж нарича плексиграми: печат върху плексигласови панели. Всички те съдържат парчета от думи в различен шрифт.

## Произведения
- First Construction in Metal (1939)
- Imaginary Landscape No. 1 (1939)
- Bacchanale (1940), първа творба за препарирано пиано
- Living Room Music (1940), включващо История, с текст на Гертруд Стайн
- Primitive (1942)
- Credo In Us (1942)
- Amores (1943)
- Four walls (1944)
- Music for Marcel Duchamp (1947)
- Sonates et Interludes (1948)
- Dream (1948)
- String Quartet in Four Parts (1950)
- Music of Changes (1951)
- 4′33″ (1952)
- Williams Mix (1952) с участието на Bebe et Louis Barron
- Radio Music (1956)
- Concert for Piano and Orchestra (1957-58)
- Fontana Mix (1958)
- Water Walk (1960)
- Cartridge Music (1960)
- Variations II (1961)
- 0'00 (4'33" No.2) (1962)
- Cheap Imitation (1969)
- HPSCHD (1969) в сътрудничество с Lejaren Hiller
- Song Books (1970)
- Bird Cage (1972)
- Branches (1976)
- Litany for the Whale (1980)
- Ryoanji (1983)
- But What About the Noise of Crumpling Paper (1985)
- Europeras 1 & 2 (1987)
- Organ²/ASLSP (As Slow As Possible) (1987)
- One8 (1991) за виолончело с извит лък
- Four5 (1992)
- One13 (1992) за виолончело с извит лък (с участието на Michael Bach Bachtischa)